# 結構現實主義
結構現實主義（英語：Structural Realism），又稱新現實主義（英語：Neorealism），是一种将安全作为国际关系中最重要因素的理论，而權力是國家追求安全的手段。1979年，肯尼斯·华尔兹出版的著作《国际政治理论》為該理論代表作品。新现实主义与新自由主义一同，成为最具影响力的国际关系理论，主导了国际关系理论的发展。新现实主义，成形于美國的政治科学研究，是對古典现实主义的重新阐释。新現實主義，在米爾斯海默區分下，又分为守势現实主义和攻勢现实主义。

## 源流
华尔兹，於1979年的奠基作品《國際政治理論》中，稱自己的理論為「結構現實主義」，但他也有文章自我引述為「新現實主義」。結構現實主義認為古典現實主義為化約論（reductionism），是以個體層次（unit level）試圖對整體做出解釋，不能算是真正的理論。
在這樣的概念脈絡下新現實主義轉而從結構的角度來探討國際關係，認為國際關係之結構是由國際政治上權力分配的結果而決定。結構，制約並影響國家之長期戰略與外交政策。國家，為國際關係的主要行為者，但在結構現實主義的框架下，國家間並無功能上的分殊。影響各國對外政策的因素並非國家內部之歧異，而主要是國家在國際結構中所處不同的位置。

## 理論假說
在保持現實主義以經驗為依據的觀察上，國際關係是由互相對立的關係所組成的。新現實主義者指出這是國際系統的無政府架構造成的。他們拒絕解釋國家內部的特徵，視其為單一完整的行為者。主張國與國之間因為相對利益和平衡而不得不對抗權力的集中。與現實主義不同的是，新現實主義試圖採取科學和更為實證性的方式。

## 相對收益與絕對收益
結構現實主義重視相對收益；新自由主義（Neoliberalism）則重視絕對收益。

## 批評
1. 假設國家是一元化的行為者（unitary actor），實際上國家中的官僚機構、利益團體可能是衝突的，最後作出不理性決策。
2. 假設國家為理性的行為者，會根據其在體系、結構中的位置考量而理性行為，事實上國家常常不這麼做。
3. 預測效力上，有見林不見樹的批評。不過簡約性同時也是該理論的優點。
4. 關於對權力的解釋，傳統現實主義認為對權力的追求根植於人性，權力是國家追求的目的，而新現實主義則強調權力本身不是目的，而是實現國家目標的有效手段，國家追求的最終目標是安全，而不是權力。

## 主要人物
- 肯尼斯·華爾茲（英语：Kenneth N. Waltz）
- 約翰·米爾斯海默
- 羅伯特·傑維斯
- 羅伯特·吉爾平
- 約瑟夫·格里科（英语：Joseph Grieco）
- 斯耐德（英语：Jack Snyder (political scientist)）
- 史蒂芬．華特（英语：Stephen M. Walt）
- 蘭德爾·施韋勒